# Busmastering
Busmastering, auch Bus-Mastering (englisch: bus mastering) bedeutet, dass der Prozessor eines Computersystems zeitweilig die Kontrolle über den Bus an eine Adapterkarte abgibt, den Busmaster. Es gibt z. B. PCI-Busmaster und AGP-Busmaster.
Der Busmaster adressiert in der Folge selbständig Speicher und I/O-Bereiche zum Zweck des Datentransfers; er operiert somit als eine Art Bridge bzw. wie eine eigenständige CPU. Sein Sinn ist, bestimmte Aufgaben asynchron zu anderen Tasks zu bedienen. 
Während der sekundäre Prozessor den peripheren Bus beherrscht, kann die CPU andere Arbeiten im System auszuführen, sofern die dafür nötigen Ressourcen im Zugriff sind. Meist ist der Bus zum Speicher hin noch teilweise nutzbar, es herrscht Time-Sharing. Dies macht sich insbesondere bei modernen Multitasking-Betriebssystemen durchaus positiv in der Reaktionsfähigkeit bemerkbar, wobei die Busmaster-Aktivität oftmals über ein Interrupt-Signal mit dem Betriebssystem gekoppelt ist.
Typische Vertreter sind Netzwerkadapter, Festplattencontroller, Soundkarten, Video-Framegrabber und Grafikkarten, die eine Busmaster-Fähigkeit aufweisen können. Die Datentransfers finden dabei sowohl zwischen Karte und Hauptspeicher statt als auch zwischen Karte und Karte. Eher exotische Vertreter sind Crypto-Hardware oder Co-Prozessoren, die Transputer-Boards.

## Sonstiges
Der Zustand, den die CPU bei DMA-Transfers einnimmt, ist weitgehend vergleichbar mit dem eines Busmasters, so dass man auch häufig, wenn auch eher irreführend, von DMA-Busmaster-Transfer spricht.